# Universitätszentrum Rottenmann
Das Universitätszentrum Rottenmann (Kurzform: UZR) war eine gemeinsame Außenstelle der Technischen Universität Graz und der Universität Linz in der obersteirischen Stadt Rottenmann.

## Geschichte
Das UZR nahm im Jahr 2000 seinen Betrieb auf. Es handelte sich um eine gemeinsame Außenstelle von zwei Mutteruniversitäten, das Lehrpersonal wurde von beiden gemeinsam gestellt, bei Graduierungen waren Vertreter beider Rektorate anwesend. Die Region in der Obersteiermark mit Leoben und Ennstal wurde als Forschungslandschaft und Kompetenzregion für clean technology gefördert. Zusammenarbeit bestand auch mit dem steirischen Gründerzentrum Science Park Graz.
Im Sommer fand am UZR eine KinderUni statt, die Kindern den Umgang mit und den Erwerb von Wissen näherbringen sollte. Der Start dieses Projektes erfolgte am 19. Juli 2010 im Beisein der zuständigen Landesrätin Kristina Edlinger-Ploder.
Im Rahmen eines Projektes des Kunstfestivals regionale fand im August 2010 eine aufsehenerregende Abschlussprüfung für Geoinformations-Technologie in 1.600 m Seehöhe statt, eine Absolventin des UZR betreute den „Grenzgang“, bei dem rund 3.000 Menschen die Außengrenze des Bezirkes Liezen umwanderten. Die Gruppe wurde rund um die Uhr per GPS lokalisiert und angeleitet, das Kunstprojekt konnte von Außenstehenden per Website verfolgt werden.
Das Universitätszentrum Rottenmann wurde am 30. Juni 2017 geschlossen.

## Berufsbegleitendes Angebot
Zuletzt wurden am Universitätszentrum Rottenmann angeboten:
- Folgende Studien der Universität Linz:
  - Bachelorstudium „Wirtschaftswissenschaften“ (sechs Semester, Bachelor of Science in Wirtschaftswissenschaften, abgekürzt BSc)
  - Masterstudium „Recht und Wirtschaft für TechnikerInnen“ (vier Semester, Master of legal and business aspects in technics, abgekürzt MLBT)
- Fernstudien der FernUniversität Hagen
- Kurse des WIFI

Die ersten Studien, die angeboten wurden, waren Geoinformationstechnologie, Geoinformationsmanagement und Betriebliches Informationsmanagement. Das berufsbegleitende Studium der Wirtschaftswissenschaften wurde ab Herbst 2010 angeboten. Im Herbst 2012 wurden zusätzlich das Masterstudium Recht und Wirtschaft für TechnikerInnen und die Fernstudien der FernUniversität Hagen am Universitätszentrum eingeführt.